# Criminal
A Criminal egy dal Britney Spears amerikai énekesnő hetedik, Femme Fatale című albumáról. A korong negyedik, és egyben utolsó kislemezeként jelent meg a szám, melyet Max Martin és Shellback szerzett, producerei is ők voltak, de Tiffany Amber is közreműködött a munkákban. Mikor Spears először hallotta a dalt, érezte, hogy más, mint amiket eddig megismert. 2011. március 2-án osztott meg egy részletet a számból az album kiadása előtt. Egy Facebook-os szavazás eredményeként a Criminal kislemez lett, borítója 2011. szeptember 14-én jelent meg.
A Criminal egy gitárokkal vezetett, középtempós felvétel, népzenei elemekkel. A Femme Fatale album egyetlen balladája, a többi dalhoz viszonyítva a legkevésbé energikus. A dalra ABBA és Madonna stílusa gyakorolt hatást. Britney a dalban arról énekel, hogy egy rossz fiúba szerelmes, aki egyben bűnöző is, viszont édesanyját arra kéri, ne aggódjon a kapcsolat miatt. A kritikusok pozitívan fogadták a számot, frissítő érzése miatt, ugyanis szerintük kiemelkedik az album dalai közül. A Femme Fatale kiadása után a dél-koreai nemzetközi listán jelent meg a dal, Kanada, Franciaország, Svédország, Svájc és az Egyesült Államok listáihoz hasonlóan.
A dalhoz tartozó videóklipet Londonban forgatták, a rendezője Chris Marrs Piliero volt. Britney az előbbre való társadalom tagja, viszont egy bűnözővel folytat kapcsolatot, akit Jason Trawick alakít. Kiadása előtt több kritika érte Britney-t, miután olyan képek jelentek meg, melyeken pisztollyal a kezében látható. Ennek ellenére többen a Femme Fatale legjobb videójának titulálták. Hozzátették, a videó tartalma, a történet Spears életével mutat párhuzamot.

## Háttér és borító
A Criminal-t 2008-ban írta Max Martin, Tiffany Amber és Shellback. Spears egy interjúban elárulta, mikor először hallotta a dalt, érezte, hogy más, mint amiket eddig megismert. A Rolling Stone-nak Martin munkájáról nyilatkozott: „Max-nek hatalmas szerepe volt az albumon, és a kezdetek óta itt van, szóval hatalmas bizalom van köztünk. Tökéletesen érti, amikor elmondom mit akarok, és mit nem a zenében.” Spears a dalt Stockholmban vette fel, később Serban Ghenea mixelte. A Broadcast Music Incorporated oldalára In Love With a Criminal címen került fel. 2011. március 2-án egy 17 másodperces részletet osztott meg rajongóival, miszerint a dal egyik kedvence.
2011 augusztus 5-én egy szavazást indított el Facebook oldalán, mellyel rajongói a Criminal, Inside Out és (Drop Dead) Beautiful számok közül választhatták ki az énekesnő negyedik kislemezét. Az énekesnő a 2011-es MTV Video Music Awards után bejelentette, hogy a Criminal kerül kiadásra. A This Morning műsorán Britney elmondta, a felvételt „rajongói választották. Jó volt látni, hogy valamit visszaadtunk nekik, és ők ezt értékelik.” A dal rádióra remixelt változata Spears második, B in the Mix: The Remixes Vol. 2 című remixalbumára került fel. 2011 szeptember 30-án kislemezként is megjelent, október 4-től az Egyesült Államok rádiói sugározták. A kislemez borítója szeptember 14-én jelent meg, melyen Britney mellett egy rejtélyes férfi látható.

## Kereskedelmi fogadtatás
A Femme Fatale kiadását követően a Criminal 51. helyezést ért el a dél-koreai GAON International listán. 2011 szeptember 26-án a dal a Billboard Pop Songs listáján 40. helyen debütált. 2011 november 19-én már 19. helyezést tudhatott magáénak a dal. Két héttel később a Hot 100-on 92. helyezést ért el 12 000 eladott példány után. Ezután 55. helyre emelkedett. 2011 novemberére 200 000 vásárlója akadt a kislemeznek. A Canadian Hot 100 listán 83. helyen debütált a szám, és egy hét múlva 63., majd 16. pozícióig jutott. Brazíliában a dal első lett a Billboard Hot Pop Songs listán, és a Hot 100 Airplay-en is. A szám sikeres volt még Szlovákiában, Csehországban, Finnországban, Franciaországban, Svájcban, Svédországban, Dániában és Belgiumban.

## Slágerlistás helyezések
| Slágerlista (2011–12)                    | Legmagasabb helyezés |
| ---------------------------------------- | -------------------- |
| Belgium (Ultratop 50 Flanders)           | 38                   |
| Belgium (Ultratop 50 Wallonia)           | 24                   |
| Brazil (Billboard Brasil Hot 100)        | 1                    |
| Brazil Hot Pop Songs                     | 1                    |
| Bulgária (IFPI)                          | 3                    |
| Canada (Canadian Hot 100)                | 16                   |
| Csehország (Rádio Top 100)               | 6                    |
| Dánia (Tracklisten Top 40)               | 39                   |
| Finland (Suomen virallinen lista)        | 11                   |
| Franciaország (Single Top 100)           | 13                   |
| Israel (Media Forest)                    | 4                    |
| Lebanon (Lebanese Top 20)                | 4                    |
| Poland (ZPAV)                            | 2                    |
| Szlovákia (Rádio Top 100)                | 8                    |
| South Korea (International Chart) (GAON) | 51                   |
| Spanyolország (PROMUSICAE)               | 46                   |
| Spain (Airplay Chart)                    | 18                   |
| Svédország (Sverigetopplistan)           | 36                   |
| Svájc (Schweizer Hitparade)              | 33                   |
| Ukraine (FDR Charts)                     | 7                    |
| US Billboard Hot 100                     | 55                   |
| US Hot Dance Club Songs (Billboard)      | 41                   |
| US Mainstream Top 40 (Billboard)         | 19                   |

| Slágerlista (2012)                 | Legmagasabb helyezés |
| ---------------------------------- | -------------------- |
| Brazil (Billboard Hot 100 Airplay) | 9                    |
| Brazil (Billboard Hot Pop Songs)   | 6                    |
| Russia (Hot 50 Airplay)            | 37                   |

## Számlista és formátumok
- Digitális letöltés[6]

1. Criminal (Radio Mix) – 3:45

- Német digitális kislemez[31]

1. Criminal (Radio Mix) – 3:45
2. Criminal (Varsity Team Radio Remix) – 4:23

- Digitális Remixes EP[32]

1. Criminal (DJ Laszlo Mixshow Edit) – 5:20
2. Criminal (DJ Laszlo Club Mix) – 6:53
3. Criminal (Tom Piper & Riddler Remix) – 5:50
4. Criminal (Varsity Team Extended Remix) – 6:36
5. Criminal (Varsity Team Mixshow) – 6:21

## Közreműködők
| - Britney Spears – vokál - Max Martin – dalszerző, producer, billentyű - Shellback – dalszerző, producer, billentyű és gitár - Tiffany Amber – dalszerző | - Chau Phan – háttérvokál - John Hanes – mérnök - Tim Roberts – mérnök - Serban Ghenea – keverés |

## Megjelenések
| Ország             | Dátum                | Formátum             | Kiadó                     |
| ------------------ | -------------------- | -------------------- | ------------------------- |
| Belgium            | 2011. szeptember 30. | Digitális letöltés   | Jive Records, RCA Records |
| Olaszország        | 2011. szeptember 30. | Digitális letöltés   | Jive Records, RCA Records |
| Dánia              | 2011. szeptember 30. | Digitális letöltés   | Jive Records, RCA Records |
| Görögország        | 2011. szeptember 30. | Digitális letöltés   | Jive Records, RCA Records |
| Hollandia          | 2011. szeptember 30. | Digitális letöltés   | Jive Records, RCA Records |
| Luxemburg          | 2011. szeptember 30. | Digitális letöltés   | Jive Records, RCA Records |
| Norvégia           | 2011. szeptember 30. | Digitális letöltés   | Jive Records, RCA Records |
| Svájc              | 2011. szeptember 30. | Digitális letöltés   | Jive Records, RCA Records |
| Finnország         | 2011. október 3.     | Digitális letöltés   | Jive Records, RCA Records |
| Svédország         | 2011. október 3.     | Digitális letöltés   | Jive Records, RCA Records |
| Portugália         | 2011. október 3.     | Digitális letöltés   | Jive Records, RCA Records |
| Franciaország      | 2011. október 3.     | Digitális letöltés   | Jive Records, RCA Records |
| Egyesült Államok   | 2011. október 4.     | Digitális letöltés   | Jive Records, RCA Records |
| Kanada             | 2011. október 4.     | Digitális letöltés   | Jive Records, RCA Records |
| Spanyolország      | 2011. október 4.     | Digitális letöltés   | Jive Records, RCA Records |
| Egyesült Államok   | 2011. október 4.     | Mainstream radio     | Jive Records, RCA Records |
| Ausztria           | 2011. október 7.     | Digitális letöltés   | Jive Records, RCA Records |
| Írország           | 2011. október 7.     | Digitális letöltés   | Jive Records, RCA Records |
| Svájc              | 2011. november 11.   | 2-dalos csomag       | Jive Records, RCA Records |
| Ausztria           | 2011. november 11.   | 2-dalos csomag       | Jive Records, RCA Records |
| Németország        | 2011. november 18.   | 2-dalos csomag       | Jive Records, RCA Records |
| Franciaország      | 2011. december 2.    | Digitális Remixes EP | Jive Records, RCA Records |
| Ausztrália         | 2011. december 2.    | Digitális Remixes EP | Jive Records, RCA Records |
| Belgium            | 2011. december 2.    | Digitális Remixes EP | Jive Records, RCA Records |
| Dánia              | 2011. december 2.    | Digitális Remixes EP | Jive Records, RCA Records |
| Finnország         | 2011. december 2.    | Digitális Remixes EP | Jive Records, RCA Records |
| Görögország        | 2011. december 2.    | Digitális Remixes EP | Jive Records, RCA Records |
| Olaszország        | 2011. december 2.    | Digitális Remixes EP | Jive Records, RCA Records |
| Luxemburg          | 2011. december 2.    | Digitális Remixes EP | Jive Records, RCA Records |
| Hollandia          | 2011. december 2.    | Digitális Remixes EP | Jive Records, RCA Records |
| Új-Zéland          | 2011. december 2.    | Digitális Remixes EP | Jive Records, RCA Records |
| Norvégia           | 2011. december 2.    | Digitális Remixes EP | Jive Records, RCA Records |
| Portugália         | 2011. december 2.    | Digitális Remixes EP | Jive Records, RCA Records |
| Spanyolország      | 2011. december 2.    | Digitális Remixes EP | Jive Records, RCA Records |
| Svédország         | 2011. december 2.    | Digitális Remixes EP | Jive Records, RCA Records |
| Egyesült Államok   | 2011. december 6.    | Digitális Remixes EP | Jive Records, RCA Records |
| Kanada             | 2011. december 6.    | Digitális Remixes EP | Jive Records, RCA Records |
| Egyesült Királyság | 2011. december 11.   | Digitális Remixes EP | Jive Records, RCA Records |